# Put Up or Shut Up
Put Up or Shut Up jest drugą płytą EP amerykańskiego zespołu pop punk All Time Low wydaną w roku 2006 przez Hopeless Records.

## Lista utworów
1. "Coffee Shop Soundtrack" – 3:01
2. "Break Out! Break Out! – 3:03
3. "The Girl’s a Straight-Up Hustler" – 3:38
4. "Jasey Rae" – 3:39
5. "The Party Scene" – 2:57
6. "Running from Lions" – 3:01
7. "Lullabies" – 4:03